# Dries Busselot
Dries Busselot (23 oktober 1983) is een Belgische atleet, die gespecialiseerd is in de 3000 m steeple en het veldlopen. Hij veroverde twee Belgische titels en won twee keer de CrossCup veldlopen.

## Biografie
Busselot nam in 2002 deel aan de wereld- en Europese kampioenschappen veldlopen U20. In 2005 nam hij op de 3000 m steeple deel aan de Europese kampioenschappen U23. Hij werd uitgeschakeld in de reeksen.
Busselot werd in 2007 voor het eerst Belgisch kampioen op de korte cross. Het jaar nadien veroverde hij brons op de lange cross. Hij nam dat jaar ook deel aan de Europese kampioenschappen veldlopen. In 2010 werd hij ook op de 3000 m steeple Belgisch kampioen.
Busselot was aangesloten bij AC Pajottenland, Olympic Essenbeek Halle en Daring Club Leuven Atletiek.
Na zijn atletiekcarrière kwam hij via zijn werkgever in contact met triatlon met een 3e plaats u23 op de IronMan Nice 2011 en deelname IronMan Hawaii als resultaat en trailrunning.

## Belgische kampioenschappen
Outdoor
| Onderdeel               | Jaar |
| ----------------------- | ---- |
| 3000 m steeple          | 2010 |
| veldlopen (korte cross) | 2007 |

## Persoonlijke records
Outdoor
| Onderdeel      | Prestatie | Datum        | Plaats  |
| -------------- | --------- | ------------ | ------- |
| 3000 m steeple | 8.42,11   | 28 juli 2007 | Heusden |

Indoor
| Onderdeel | Prestatie | Datum            | Plaats |
| --------- | --------- | ---------------- | ------ |
| 3000 m    | 8.17,16   | 18 februari 2007 | Gent   |

## Palmares

### 3000 m
- 2011:  BK indoor AC – 8.23,40

### 3000 m steeple
- 2005: 10e series EK U23 in Erfurt – 9.10,80
- 2008:  BK AC – 9.04,89
- 2010:  BK AC – 8.58,34
- 2013:  BK AC – 9.12,22

### veldlopen
- 2002: 98e WK U20 in Dublin
- 2002: 58e EK U20 in Medulin
- 2007:  BK  korte cross in Oostende
- 2008:  BK in Oostende
- 2008: 35e EK in Brussel
- 2011:  BK  korte cross in Oostende